# Ledový den
Ledový den je v meteorologické terminologii označení dne, kdy se teplota po celý den drží pod bodem mrazu. Nejvyšší počty ledových dnů jsou zaznamenávány v oblastech pólů ve větších vzdálenostech od mořské hladiny. V České republice se s ledovými dny setkáváme nejčastěji od listopadu do března. Nejvíc se jich vyskytuje v lednu. Průměrný roční počet ledových dnů se v Česku pohybuje od 30 v nížinách až po 80 na horách. Nejméně, kolem 10 ročně, se jich vyskytuje v centru Prahy; nejvíce, až 113, v nejvyšších polohách Krkonoš, Jeseníků a Beskyd.